# Bill Garrett
William Leon Garrett, detto Bill (Shelbyville, 4 aprile 1929 – Indianapolis, 7 agosto 1974), è stato un cestista e allenatore di pallacanestro statunitense.

## Carriera
Dopo aver giocato nella squadra della High School di Shelbyville (Indiana), ed aver vinto l'"Indiana Mr. Basketball", si trasferì alla Indiana University. Rompendo ogni barriera razziale, fu il primo giocatore afroamericano nella storia della Big Ten Conference.
Dopo tre stagioni con gli Hoosiers, venne selezionato al secondo giro del Draft NBA 1951 dai Boston Celtics, divenendo il terzo giocatore di colore ad essere selezionato in un Draft NBA. Tuttavia non giocò mai in NBA, e venne arruolato nell'esercito statunitense di stanza in Giappone. Al ritorno, giocò alcune stagioni con la maglia degli Harlem Globetrotters.
Lasciò poi il basket giocato per dedicarsi alla carriera di allenatore: guidò dal 1958 al 1967 la Crispus Attucks High School, con cui vinse il campionato statale nel 1959.
Morì prematuramente nel 1974 a causa di un infarto.